# Dicasterio para la Doctrina de la Fe
El Dicasterio para la Doctrina de la Fe es un dicasterio de la curia romana. Tiene la misión de ayudar al papa y a los obispos a proclamar el Evangelio en todo el mundo, promoviendo y tutelando la integridad de la doctrina católica sobre la fe y la moral, sobre la base del depósito de la fe y también buscando una comprensión cada vez más profunda de esta ante nuevos interrogantes.
El dicasterio está definido según el artículo 69 de la constitución apostólica Praedicate evangelium, promulgada por el papa Francisco el 19 de marzo de 2022. Anteriormente recibía la denominación de Congregación para la Doctrina de la Fe. La historia de esta institución remonta sus orígenes al siglo XVI, con la Sagrada Congregación de la Romana y Universal Inquisición.

## Historia

### Desde su fundación hasta elsigloXIX
En el año 1542, el papa Pablo III, bajo la influencia del cardenal Giovanni Pietro Carafa (futuro Pablo IV), creó mediante la constitución apostólica Licet ab initio, la "Sagrada Congregación de la Romana y Universal Inquisición" con el fin de mantener y defender la integridad de fe, examinar y proscribir errores y falsas doctrinas. Este organismo sustituyó a la institución eclesiástica medieval de la Inquisición como su principal arma política. Se instaló inicialmente en Via della Lungara, en el Palacio Pucci, cerca del Vaticano.
En 1571 el papa Pío V creó la Sagrada Congregación del Índice con la función de actualizar el Index librorum prohibitorum (Índice de Libros Prohibidos). Esta tarea, realizada por la Inquisición, fue transferida a esta congregación durante más de tres siglos.
El campo de acción de los inquisidores romanos abarcaba a toda la Iglesia católica, pero, excepto en algunos casos (como el cardenal inglés Reginald Pole), se limitó casi exclusivamente a Italia. En poco tiempo este tribunal se convirtió en el más importante dentro de la catolicidad: podría apelar la condena de otros tribunales. También se convirtió en una especie de supervisor del trabajo de los tribunales locales.
En casos específicos, la Inquisición hizo uso del asesoramiento de profesionales externos (especialmente de teólogos y expertos en derecho canónico, y científicos, como en el caso de Galileo Galilei).
No todos los procesos por la herejía, el ateísmo y otras desviaciones de la fe católica fueron gestionados por la Inquisición. En Francia, por ejemplo, durante el antiguo régimen, los ateos y blasfemos fueron juzgados por tribunales civiles.
Entre los personajes famosos acusados por la Inquisición se encontraron: Francesco Patrizi, Giordano Bruno, Tommaso Campanella, Gerolamo Cardano, Giovanni Antonio Caracciolo y Galileo Galilei.

### ElsigloXX
En 1908 Pío X reorganizó la Congregación y cambió su nombre a Sagrada Congregación del Santo Oficio. Entre 1917 y 1966 se centralizaron varios organismos de la Curia. En 1917, el Santo Oficio volvió a recibir la competencia de actualizar el Índice de libros prohibidos, tomando distancia de la Congregación del Índice, que fue suprimida.
El 7 de diciembre de 1965, Pablo VI redefinió las competencias y la estructura de la congregación. Además, cambió su denominación a Sagrada Congregación para la Doctrina de la Fe, respondiendo a numerosas quejas sobre los métodos utilizados por la Inquisición para el examen de las doctrinas, y dando prioridad a la naturaleza positiva de la corrección de errores sobre la base de que "la fe se defiende mejor con la promoción de la doctrina". En esta sentido, fue abolido el Índice de libros prohibidos, cuya última edición fue publicada en 1948 bajo Pío XII. 
Hasta 1968 el prefecto de la Congregación era el papa, que, sin embargo, rara vez ejercía esta función, delegando esa tarea a un cardenal, con el título de secretario. Desde esa fecha, el título de prefecto es ejercido por un cardenal u obispo a la cabeza del departamento. La secretaría es la segunda posición más alta en el orden de importancia de la congregación.
En 1988, con la Constitución Apostólica Pastor Bonus sobre la Curia Romana, Juan Pablo II redefine nuevamente su estructura, especificando la función, la competencia y las reglas de la Congregación para la Doctrina de la Fe. Se excluye del nombre de esta y las demás congregaciones el adjetivo de Sagrada.
La congregación contaba con veinticinco miembros —cardenales, arzobispos y obispos— y estuvo presidida desde 1981 por el que fuera cardenal Joseph Ratzinger, hasta que fue elegido papa. Este nombró como sucesor en la presidencia al arzobispo estadounidense William Joseph Levada el 13 de mayo de 2005, que luego fue también elevado a la categoría de cardenal en el Consistorio del 24 de marzo de 2006. El cardenal Levada era miembro de esta congregación desde 1976.
El 2 de julio de 2012 fue nombrado por el papa Benedicto XVI prefecto de la Congregación para la Doctrina de la Fe Gerhard Ludwig Müller. El 1 de julio de 2017 el papa Francisco relevó a Müller y nombró a Luis Francisco Ladaria Ferrer, quien era secretario de la congregación desde 2009.

### ElsigloXXI
El 19 de marzo de 2022, el papa Francisco publica la constitución apostólica Praedicate Evangelium por la que la Congregación se convierte en Dicasterio.
El 1 de julio de 2023, Francisco nombró como nuevo prefecto al arzobispo de La Plata, Víctor Manuel Fernández, que sucederá a Ladaria a mediados de septiembre de 2023 y asumirá también los cargos de presidente de la Pontificia Comisión Bíblica y de la Comisión Teológica Internacional.

### Tareas
La Congregación es una herramienta en manos del Papa, y se pone al servicio de la Iglesia para la preservación y promoción de la fe. Por lo tanto, la tarea de la Congregación es "promover y salvaguardar la doctrina sobre la fe y la moral en todo el mundo católico", "fomentar los estudios dirigidos a aumentar la comprensión de la fe", el apoyo a los obispos "en el ejercicio de la tarea para la cual son como auténticos maestros y doctores de la fe y que están obligados a preservar y promover la integridad de la fe".
La competencia de la Congregación, en particular, es cubrir los siguientes aspectos:
- Preguntas acerca de la doctrina de la fe y de la vida moral.
- Examen de las nuevas teorías sobre la dogmática y moral.
- La corrección y la posible condena de doctrinas contrarias a los principios de la fe.
- Juicio sobre los documentos de otros Ministerios relación a la competencia.
- Examen de los delitos contra la fe, la moral y la celebración de los sacramentos.
- Promoción y organización de los estudios y conferencias.

## Organización
La organización y las tareas realizadas por el Dicasterio se especifican en la Constitución Predicate Evangelium de Francisco (Artículos 69-78).
El Dicasterio para la Doctrina de la Fe se compone de un colegio de cardenales y obispos a la cabeza de los cuales se encuentra el prefecto, asistido por el Secretario y el Subsecretario. El equipo de trabajo se compone de algunos funcionarios que se ocupan de las cuestiones a seguir en función de su experiencia y las diferentes necesidades de la congregación.

### Secciones
El dicasterio se compone de dos secciones: la doctrinal y la disciplinar, cada una de ellas coordinada por un secretario que asiste al prefecto en el ámbito específico de su competencia.
- La Sección Doctrinal promueve y apoya el estudio y la reflexión sobre la comprensión de la fe y las costumbres y sobre el desarrollo de la teología en las diferentes culturas, a la luz de la recta doctrina y de los desafíos de los tiempos, para dar respuesta, a la luz de la fe, a cuestiones y argumentos que surgen con el progreso de las ciencias y la evolución de las civilizaciones.[12]

- La Sección Disciplinar, a través de la Oficina disciplinar, trata de los delitos reservados al dicasterio y los examina a través de la jurisdicción del Supremo Tribunal Apostólico allí establecido, procediendo a declarar o imponer sanciones canónicas a tenor del derecho, tanto común como propio, sin perjuicio de la competencia de la Penitenciaría Apostólica.[13]

## Composición
- Prefecto: Víctor Manuel Fernández
- Secretario para la Sección Doctrinal: Mons. Armando Matteo
- Secretario para la Sección Disciplinar: John Joseph Kennedy, arzobispo titular de Ossero
- Secretario adjunto: Charles Jude Scicluna, arzobispo de Malta
- Subsecretario: Philippe Curbelié, obispo titular de Utica
- Promotor de justicia: Charles Scicluna
- Miembros:
  - Cardenal George Alencherry
  - Cardenal John Onaiyekan
  - Cardenal Pietro Parolin
  - Cardenal Ricardo Blázquez
  - Cardenal Angelo Scola
  - Cardenal Angelo Amato
  - Cardenal Peter Turkson
  - Cardenal Kurt Koch
  - Cardenal Marc Ouellet
  - Cardenal Fernando Filoni
  - Cardenal Francesco Coccopalmerio
  - Cardenal Donald Wuerl
  - Cardenal Christoph Schönborn O.P.
  - Cardenal Crescenzio Sepe
  - Cardenal Jean-Pierre Ricard
  - Cardenal Antonio Cañizares Llovera
  - Cardenal Leonardo Sandri
  - Arzobispo Anthony Joseph Fisher
  - Arzobispo Walmor Oliveira de Azevedo
  - Arzobispo Charles Scicluna
  - Arzobispo Roland Minnerath
  - Arzobispo Salvatore Fisichella
  - Arzobispo Stanislaw Gadecki
  - Obispo Rudolf Voderholzler

- 28 consultores (superiores de órdenes religiosas masculinas y femeninas y canonistas)
- 33 teólogos laicos

## Antiguos cargos

### Prefectos
De 1542 a 1602 bajo el título de gran inquisidor, desde 1602 a 1965 con el título de secretario y desde 1965 hasta la actualidad, con el título de prefecto.
Santa Inquisición
- Gian Pietro Carafa (1542-1555)
- Antonio Michele Ghisleri (1558-1566)
- Diego de Espinosa (1566-1572)
- Scipione Rebiba (1573-1577)
- Giacomo Savelli (1577-1587)
- Giulio Antonio Santori (1587-1602)
- Camillo Borghese (1602-1605)
- Pompeo Arrigoni (1605-1616|1 616)
- Giovanni Garzia Millini (1616-1629)
- Antonio Marcello Barberini (1629-1633)
- Francesco Barberini (1633-1679)
- Cesare Facchinetti (1679-1683)
- Alderano Cybo (1683-1700)
- Galeazzo Marescotti (1700-1716)
- Fabrizio Spada (1716-1717)
- Niccolò Acciaiuoli (1717-1719)
- Francesco del Giudice (1719-1725)
- Fabrizio Paolucci (1725-1726)
- Pietro Ottoboni (1726-1740)
- Tommaso Ruffo (1740-1753)
- Neri Maria Corsini (1753-1770)
- Giovanni Francesco Stoppani (1770-1774)
- Ludovico Maria Torriggiani (1775-1777)
- Carlo Rezzonico (1777-1799)
- Leonardo Antonelli (1800-1811)
- Giulio Maria della Somaglia (1814-1830)
- Bartolomeo Pacca (1830-1844)
- Vincenzo Macchi (1844-1860)
- Costantino Patrizi Naro (1860-1876)
- Prospero Caterini (1876-1881)
- Antonio Maria Panebianco (1882-1883)
- Luigi Bilio , CRSP (1883-1884)
- Raffaele Monaco La Valletta (1884-1896)
- Lucido Maria Parocchi (1896-1903)
- Serafino Vannutelli (1903-1908)

Santo Oficio
- Mariano Rampolla (1908-1913)
- Domenico Ferrata (3 de enero de 1914-10 de octubre de 1914)
- Rafael Merry del Val (14 de octubre de 1914-26 de febrero de 1930)
- Donato Sbarretti (4 de julio de 1930-1 de abril de 1939)
- Francesco Marchetti Selvaggiani (30 de abril de 1939-13 de enero de 1951)
- Giuseppe Pizzardo (16 de febrero de 1951-12 de octubre de 1959)
- Alfredo Ottaviani (7 de noviembre de 1959-1965)

Congregación para la Doctrina de la Fe
- Alfredo Ottaviani (1965-6 de enero de 1968) (pro-prefecto)
- Franjo Šeper (8 de enero de 1968-25 de noviembre de 1981)
- Joseph Ratzinger (25 de noviembre de 1981-19 de abril de 2005)
- William Joseph Levada (13 de mayo de 2005-2 de julio de 2012)
- Gerhard Ludwig Müller (2 de julio de 2012-1 de julio de 2017)
- Luis Francisco Ladaria Ferrer, SJ, desde el 1 de julio de 2017

Dicasterio para la Doctrina de la Fe
- Luis Francisco Ladaria Ferrer, SJ (1 de julio de 2017-septiembre 2023)
- Víctor Manuel Fernández, desde septiembre de 2023

### Consejeros
Santa Inquisición
- Raffaele Monaco La Valletta (25 de enero de 1859-13 de marzo de 1868)
- Francesco Marcos (20 de junio de 1893-18 de mayo de 1894)
- Casimiro Gennari (15 de noviembre de 1895-15 de abril de 1901)
- Giovanni Battista Lugari (11 de enero de 1902-27 de noviembre de 1911)

Santo Oficio
- Domenico Serafini, OSBSubl. (30 de noviembre de 1911-25 de mayo de 1914)
- Donato Sbarretti (8 de junio de 1914-4 de diciembre de 1916)
- Carlo Perosi (8 de diciembre de 1916-21 de junio de 1926)
- Nicola Canali (27 de junio de 1926-16 de diciembre de 1935)
- Alfredo Ottaviani (19 de diciembre de 1935-12 de enero de 1953)
- Gabriel Acacius Coussa , BA (15 de enero de 1953-4 de agosto de 1961)
- Pietro Parente (23 de octubre de 1959-7 de diciembre de 1965)

### Secretarios
- Pietro Parente (7 de diciembre de 1965-1967)
- Paul-Pierre Philippe (29 de junio de 1967-6 de marzo de 1973)
- Jean Jérôme Hamer (14 de junio de 1973-8 de abril de 1984)
- Alberto Bovone (5 de abril de 1984-13 de junio de 1995)
- Tarcisio Bertone, SDB (13 de junio de 1995-10 de diciembre de 2002)
- Angelo Amato, SDB (19 de diciembre de 2002-9 de julio de 2008)
- Luis Francisco Ladaria Ferrer, SJ (9 de julio de 2008-1 de julio de 2017)
- Giacomo Morandi (18 de julio de 2017-10 de enero de 2022)
- Armando Matteo, desde el 23 de abril de 2022
- John Joseph Kennedy, desde el 23 de abril de 2022

#### Secretarios adjuntos
- Alfredo Ottaviani (15 de enero de 1953-7 de noviembre de 1959)
- Joseph Augustine Di Noia, OP (21 de septiembre de 2013-10 de julio de 2023)
- Charles Jude Scicluna, desde el 13 de noviembre de 2018

### Subsecretarios
- Charles Moeller (1966-1973)
- Alberto Bovone (21 de mayo de 1973-12 de mayo de 1984)
- Jozef Zlatnansky (6 de diciembre de 1984-11 de junio de 1997)
- Sacerdote Gianfranco Girotti , OFM Conv. (11 de junio de 1997-16 de febrero de 2002)
- Sacerdote Joseph Augustine Di Noia, OP (4 de abril de 2002-16 de junio de 2009)
- Damiano Marzotto Caotorta (20 de junio de 2009-27 de octubre de 2015)
- Giacomo Morandi, (27 de octubre de 2015-18 de julio de 2017)
- Matteo Visioli (14 de septiembre de 2017-2022)
- Philippe Curbelié, desde el 6 de julio de 2022)

#### Subsecretarios adjuntos
- Armando Matteo, desde 12 de abril de 2021